# Brachyteles
Brachyteles E. Géoffroy, 1806 è un genere di primati platirrini della famiglia Atelidae: assieme ai generi Ateles, Lagothrix ed Oreonax, costituisce la sottofamiglia Atelinae.
Sono animali endemici della foresta atlantica brasiliana.
Le due specie ascritte a questo genere vengono chiamate comunemente brachiteli o murichi (dal Tupì muriqui, che vuol dire "la scimmia più grande"): questi animali si contendono con le scimmie urlatrici il titolo di primati autoctoni più grandi del Nuovo Mondo, oltre ad un altro primato, questa volta ben più triste, ossia quello di scimmia più minacciata del mondo.

## Biologia
Hanno abitudini folivore, ma non disdegnano di nutrirsi anche di frutta e fiori, o qualsiasi altro materiale di origine vegetale.
Vivono in gruppi di 8-43 individui, contenenti quantità variabili di maschi e femmine. A differenza di altre platirrine, i gruppi, per quanto numerosi, vivono insieme senza che insorgano necessariamente episodi di insofferenza od aggressività interspecifica.

I maschi mostrano spiccata filopatria, mentre le femmine tendono a migrare verso nuovi gruppi col raggiungimento dell'età adulta, attorno ai 6-7 anni d'età.

## Tassonomia
Inizialmente al genere era ascritta l'unica specie B. arachnoides: in seguito, la sottospecie B. arachnoides hypoxanthus fu elevata al rango di specie a sé stante.
- Famiglia Atelidae
  - Sottofamiglia Atelinae
    - Brachyteles
      - Brachyteles arachnoides - murichi meridionale
      - Brachyteles hypoxanthus - murichi settentrionale

Si differenziano dalle scimmie ragno del genere Ateles (al quale vennero inizialmente ascritti come unica specie Ateles arachnoides) per il ventre più prominente, la taglia maggiore e la presenza di un baculum nei maschi, assente invece nelle scimmie ragno comuni.